# پل کین
پل کین (به انگلیسی: Paul Kane) (زادهٔ ۳ سپتامبر ۱۸۱۰ – درگذشتهٔ ۲۰ فوریهٔ ۱۸۷۱)
نقاش متولد ایرلند کانادایی است که به علت کشیدن طراحیها و تابلوهای رنگ روغن از حیات وحش و سرخ‌پوستان دارای شهرت جهانی است، او زمانی که تنها ۹ سال بیشتر نداشت به همراه خانواده‌اش از ایرلند به تورنتو کانادا مهاجرت کرد.

## زندگی‌نامه
پل کین در کودکی به علت کم علاقگی به تحصیل بیشتر وقت خود را به مشاهده قبایل سرخ‌پوست ساکن انتاریو می‌پرداخت، از آنجا که او زمان کمی را به تحصیل می‌پرداخت او تبدیل به یک نقاش و نویسنده خودآموز گشت. پل کین پس از چند سال فعالیت در کارگاه مبل‌سازی بین سالهای ۱۸۳۶ تا ۱۸۴۱ به آمریکا سفر کرد و سپس برای دوسال برای مطالعه آثار نقاشان پیشین به اروپا رفت. او در بازگشتش به کانادا به خلیج جورجین و نواحی بکر آن منطقه رفت، از آن‌جا که او دریافته بود که نسل سرخ‌پوستان آن مناطق در اثر مرگ و میر ناشی از سرخک و سایر بیماری‌های ناقل توسط سفیدپوستان، همچنین فشار حکومت مرکزی رو به انحطاط است اقدام به نقاشی از قبایل سرخ‌پوست پیش از نابودیشان نمود. او در سال ۱۸۴۶ برای کشیدن نقاشی‌های بیشتر با یک گروه تاجر پوست و خز به نواحی غربی کانادا و شمال‌غربی آمریکا سفر کرد.وی در این‌سفرها با وجود سختی‌های فراوان تجربه‌های ارزشمندی چون بازدید از چندین قلعه تاریخی، حضور در یکی از آخرین شکارهای بوفالوها، شلیک به یک خرس گریزلی از فاصله بسیار نزدیک و کشتن چندین گرگ که به اسبش حمله کرده بودن را به دست آورد، او سپس به ساحل اقیانوس آرام رفت و در آنجا از نزدیک به بررسی نزدیک زندگی سرخ‌پوستان و کشیدن طرح‌هایی از زندگی قبایل سرخ‌پوست پرداخت. وی در آن‌جا شاهد مرگ ومیر سرخ‌پوستان در اثر بیماری‌ها، نبرد قبایل سرخ‌پوست با یکدیگر بر سر چراگاه به علت رانده شدن از زمین‌هایشان توسط حکومت آمریکا و کانادا، و بسیاری از رویدادهای ارزشمند تاریخی بود. او حتی توانست نقاشی مار بزرگ  رئیس یکی از قبایل سرخ‌پوست را در نبردی که در آن کشته شد به تصویر بکشد.زمانی که پل کین به تورنتو بازگشت او نمایشگاهی از طراحی‌ها، نقاشیها و تابلوهای رنگ روغنش برگزار کرد، وی تا آخر عمر به تکمیل این طراحی‌ها و تبدیل آن‌ها به تابلوهای رنگ روغن پرداخت.

## نگارخانه

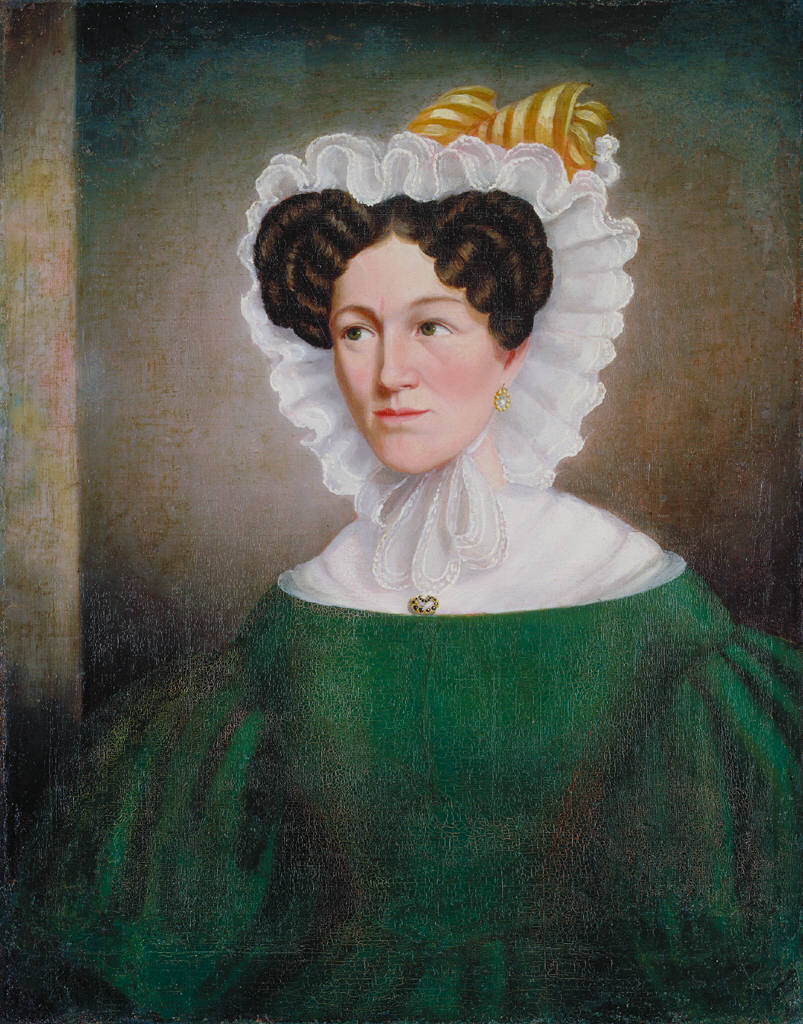
تصویر خانم الیزا کلارک کری

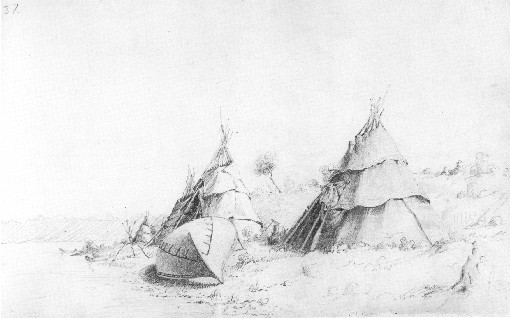
کمپی در ساحل خلیج جرجین

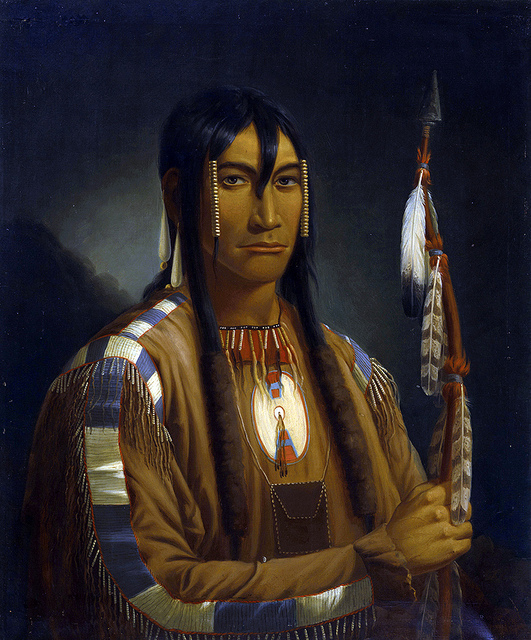
یک جنگجوی سرخ‌پوست

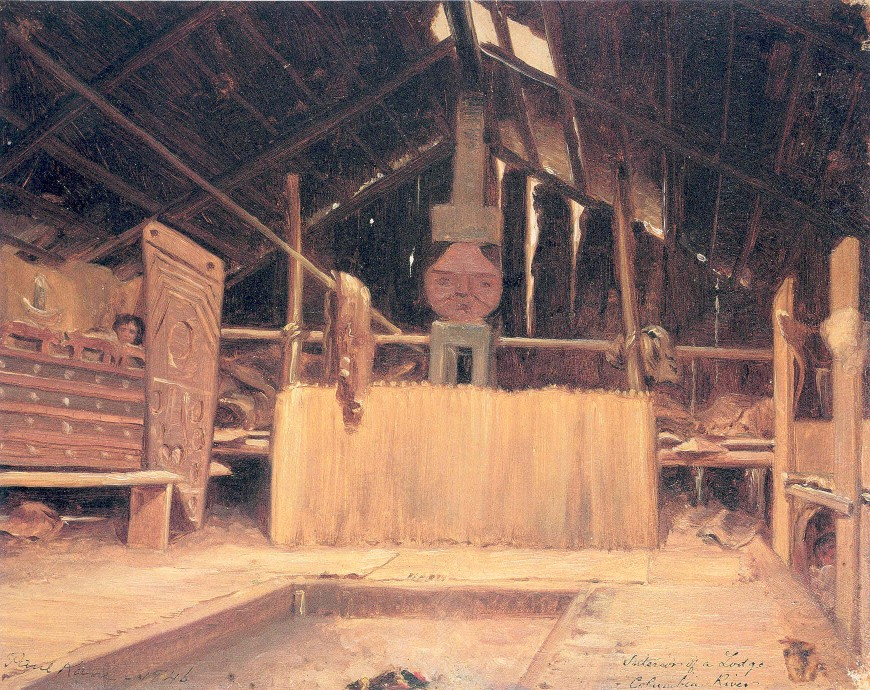
مراسمی مذهبی در رودخانه کلمبیا

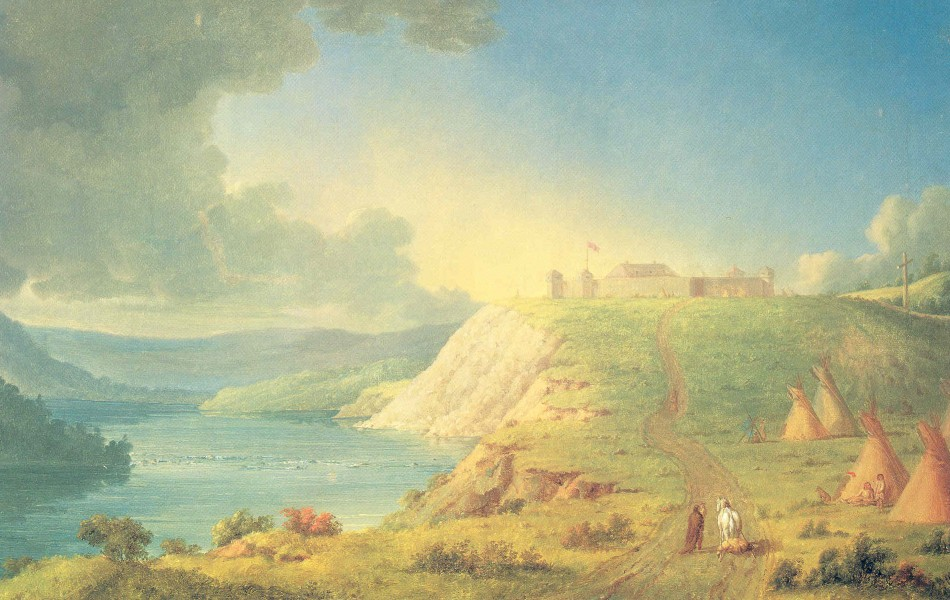
پنجمین قلعه در استان سسکچوان

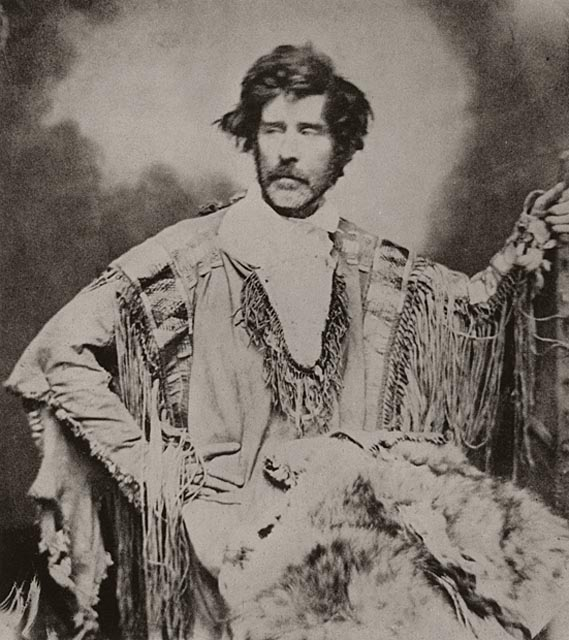
تصویر پل کین کشیده شده در سال۱۸۵۰

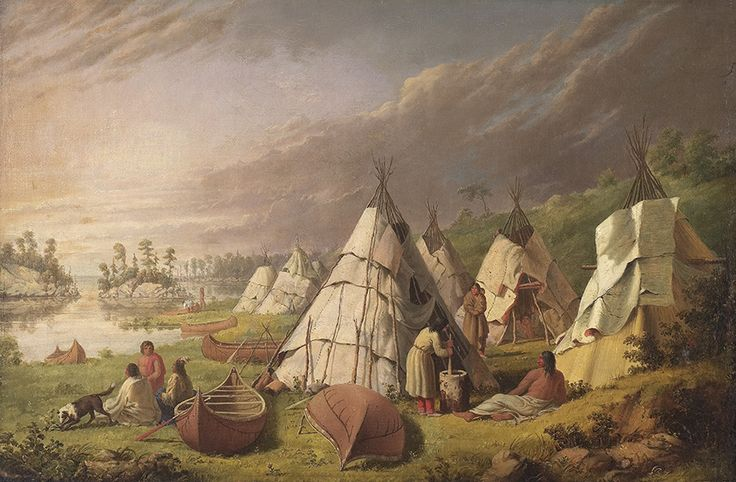
کمپ سرخ‌پوستان در دریاچه هورن

## پیوندهای مرتبط
- ایلیا رپین
- گوستاو کوربه
- ژان فرانسوا میله